# Max Kassowitz

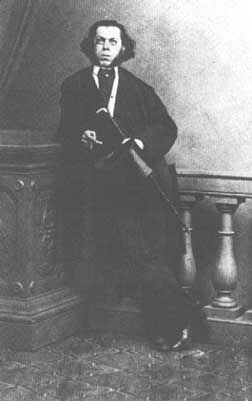
Max Kassowitz

Max Kassowitz (* 14. August 1842 in Preßburg; † 23. Juni 1913 in Wien) war ein österreichischer Kinderarzt.

## Leben
Nachdem Max Kassowitz mit seiner Promotion im Jahr 1863 sein Medizinstudium an der Universität Wien abgeschlossen hatte, wurde er in den verschiedenen Abteilungen des Allgemeinen Krankenhauses weiter ausgebildet.
Daneben war er seit dem Jahr 1872 auch am Ersten öffentlichen Kinder-Krankeninstitut im 1. Wiener Gemeindebezirk tätig, wo Max Kassowitz ab 1869 erst als Sekundararzt und ab 1881 als Nachfolger des bisherigen Leiters Leopold Max Politzer tätig war. Für das 1787 von Josef Johann Mastalier gegründete Institut erreichte er 1884 eine Erweiterung um acht Ordinationsräume, einen Operationssaal, ein Laboratorium und einen Hörsaal.
Er heiratete am 17. April 1876 die Schriftstellerin Emilie Kassowitz. Die Philosophin und Publizistin Julia Kassowitz (1882–1924) und die Wirtschaftswissenschaftlerin und Journalistin Toni Stolper waren ihre gemeinsamen Töchter.
Medizinisch befasste sich Max Kassowitz mit der Erforschung der hereditären Syphilis und der Pathophysiologie der Rachitis. Um diese zu behandeln, verabreichte er den Kindern erst Phosphor in Öl, später aber in Lebertran. Die heilende Wirkung seiner Medizin beschrieb er in Die Phosphorbehandlung der Rachitis. Dass in Wahrheit der Lebertran beziehungsweise das darin enthaltene Vitamin D die Heilkraft besaß, wurde erst 1919 von Kurt Huldschinsky entdeckt.
Scharf kritisierte Kassowitz die teilweise heute noch fortbestehende Lehre von den Zahnungskrankheiten des Säuglings wie Zahnfieber und Zahnkrämpfe sowie deren seinerzeit verbreitete invasive Behandlung durch Aufschneiden Zahnfleisches (Skarifikation) und konnte zeigen, dass Krankheiten im Säuglingsalter unabhängig und unbeeinflusst von der Dentition auftreten und kein kausaler Zusammenhang besteht.
1891 wurde Max Kassowitz zum Universitätsprofessor ernannt. 1906 trat er von diesem Amt zurück, nach seinem Tod im Jahr 1913 wurde er auf dem Döblinger Friedhof beigesetzt.
Unter der Leitung von Max Kassowitz war zwischen 1886 und 1896 Sigmund Freud Vorstand der Abteilung für Neurologie am Ersten öffentlichen Kinder-Krankeninstitut.

## Schriften
- Vorlesung über Kinderkrankheiten im Alter der Zahnung Franz Deuticke Leipzig und Wien 1892
- Allgemeine Biologie M. Perles, Wien 1899.
- Die Gesundheit des Kindes. Belehrung für junge Eltern Sammlung Pädagogik, 1914.
- Nerven und Seele M. Perles, Wien 1906.
- Die Trinksitte als Hemmnis der Jugend- und Volkserziehung Selbstverlag, Wien 1912.
- Beiträge zur Kinderheilkunde aus dem I. öffentlichen Kinderkrankeninstitute in Wien Wien 1890.
- Der Arzt und der Alkohol M. Perles, Wien 1904.
- Die normale Ossification und die Erkrankungen des Knochensystems bei Rachitis und hereditärer Syphilis Braumüller, Wien 1881.
- Die Vererbung der Syphilis Braumüller, Wien 1876.
- Infantiles Myxödem, Mongolismus und Mikromelie M. Perles, Wien 1907.
- Metabolismus und Immunität. Vorschlag zur Reform der Ehrlich´schen Seitenkettentheorie M. Perles, Wien 1907.
- Welt – Leben – Seele. System der Naturphilosophie in gemeinfasslichen Darstellung M. Perles, Wien 1908.
- Wirkt das Diptherieheilserum beim Menschen immunisirend? Kritische Studie aus dem Anlass des Falles Langerhans M. Perles, Wien 1896.